# Cargill
Cargill is een Amerikaans agro-industrieel concern. Omstreeks 2022 telde het concern 155.000 medewerkers in 70 landen, waarvan 20.000 in Europa. Het hoofdkantoor bevindt zich in Minneapolis. Het is in omzet het grootste niet-beursgenoteerde bedrijf in de Verenigde Staten.

## Activiteiten
Cargill heeft de activiteiten verdeeld over vier bedrijfsonderdelen:
- Agriculture: dit onderdeel is actief in het kopen, verwerken en verkopen en distribueren van granen, plantaardige olie en andere grondstoffen zowel voor menselijke als dierlijke consumptie.
- Food: de levering van ingrediënten, vlees en pluimvee aan de voedingsmiddelen- en drankenindustrie.
- Financial: financiële dienstverlening aan leveranciers en klanten van Cargill.
- Industrial: Diverse industriële activiteiten op het gebied van staal, kunstmest, energie en zout.

## Geschiedenis
Het bedrijf is in 1865 opgericht door William Wallace Cargill als een graanopslagonderneming. Het bedrijf profiteerde van de westwaartse expansie en werd actief in meelfabrieken, houtwinning, een spoorweg, verzekeringen, en graanopslag.
In 1895 trouwde Edna Cargill, de dochter van William, met John MacMillan, hij nam de zaken over na het overlijden van zijn schoonvader. De familie bleef tot 1995 betrokken bij het besturen van het bedrijf. In dat jaar ging Witney MacMillan met pensioen. Het bedrijf is niet beursgenoteerd en ongeveer 90% van de aandelen zijn in handen van ongeveer 100 Cargill en MacMillan familieleden. De rest van de aandelen zijn in bezit van het bestuur en het personeel van Cargill. Cargill herinvesteert ongeveer 80% van de jaarwinst in het bedrijf en de rest wordt als dividend aan de aandeelhouders uitgekeerd.
Omstreeks 1940 werden ook activiteiten ontplooid op het terrein van veevoer, sojaverwerking, zaden en productie van plantaardige oliën en voedingsmiddelen. Uiteraard speelde ook de graanhandel een belangrijke rol.
Een snelle groei vond plaats tussen 1975 en 2000, waarbij het personeelsbestand verveelvoudigde. Men begaf zich in nieuwe industriële activiteiten zoals ethanolproductie uit graan en het gebruik van graan voor de productie van afbreekbaar plastic.
In 2011 verkocht Cargill een belang van 64% in kunstmestfabrikant Mosaic. Deze transactie was vooral bedoeld om de aandeelhouders van geld te voorzien. Via een ingewikkelde constructie kregen de familieleden 179 miljoen aandelen Mosaic in handen die zij op de aandelenbeurs konden verkopen voor ongeveer 15 miljard dollar. Cargill zelf verkocht aandelen Mosaic ter waarde van 9 miljard dollar en loste daarmee schulden af. De familieleden kregen zo geld tot hun beschikking en konden Cargill als familiebedrijf handhaven.
In 2015 neemt Cargill de Noorse producent van zalmvoer EWOS over voor 1,35 miljard euro. Verkopers zijn de investeringsmaatschappijen Altor en Bain Capital. EWOS produceert jaarlijks ruim 1,2 miljoen ton zalmvoer en heeft faciliteiten in Noorwegen, Chili, Canada, Schotland en Vietnam. Het bedrijf telt zo'n 1100 medewerkers. De transactie wordt naar verwachting voor het jaareinde 2015 afgerond. Eerder poogde Cargill het Nederlandse bedrijf Nutreco over te nemen, maar uiteindelijk bood SHV Holdings meer.

### Tijdlijn Cargill Nederland
- Cargill opende in 1934 de Cargill Handelsmaatschappij te Amsterdam. In 1942 werd deze gesloten wegens de Tweede Wereldoorlog.
- In 1959 opende Cargill opnieuw een handelskantoor te Amsterdam onder de naam Handelsvereniging Tradax. Ook de Internationale Graanoverslag Maatschappij te Amsterdam (IGMA) kwam tot stand.
- In 1968 kwam te Amsterdam een sojafabriek tot stand. Deze werd in 1970 en nogmaals in 1972 uitgebreid en kon toen 1000 kton/jaar verwerken.
- In 1974 werd de lijnolieraffinaderij Jacob Vis te Zaandijk aangekocht, welke in 1981 weer werd verkocht.
- In 1975 werd een fabriek voor soja-eiwit gebouwd te Amsterdam.
- In 1979 een zetmeelfabriek te Bergen op Zoom, die gebaseerd was op het nat malen van graan. Hier wordt zetmeel, glucose en gluten uit tarwe geproduceerd en in het verleden ook uit maïs.
- In 1980 kwam er een multiseed-fabriek in Amsterdam, die raapzaadolie en zonnebloemolie ging produceren, terwijl er ook een terminal voor de overslag van fruitdrankingredïënten werd geopend.
- In 1984 werd de voedingsmiddelendivisie van Brinkers te Zoetermeer overgenomen, met fabrieken in Zoetermeer en Botlek voor het raffineren en harden van eetbare oliën en vetten. De vestiging te Zoetermeer werd in 1986 eveneens naar de Botlek overgebracht.
- In 1985 werd, met de koop van ACLI, een cacaobonenhandelsmaatschappij in Zaandam, de divisie Cargill Cocoa opgericht en in 1987 werd General Cocoa opgekocht, waarvan Gerkens deel uitmaakt.
- De mouterij Jos Hendricks Crijns te Swalmen werd aan het concern toegevoegd in 1986.
- In 1999 werd Hermelink in Denekamp gekocht, een fabrikant van gekookt kuikenvlees voor kant-en-klaarmaaltijden.
- In 2002 werd Cerestar te Sas van Gent overgenomen, waar zetmeel, zetmeelderivaten en glucosestropen worden vervaardigd uit tarwe en maïs.
- In 2005 volgde het Braziliaanse bedrijf Seara, met ook een vestiging in Amstelveen, welke vervolgens in 2010 weer werd afgestoten.
- In 2006 werd de voedingsingrediëntendivisie van het Duitse Degussa overgenomen, waaronder een vestiging in Zaandam.
- In 2007 werd LNB International Feed te Nistelrode verworven, een bedrijf dat premixen voor mengvoeders vervaardigt.
- In 2010 werkten er ongeveer 2300 mensen in de Nederlandse Cargill-bedrijven.
- In november 2011 nam Cargill Provimi over na een bod van 1,5 miljard euro op alle aandelen.[3] Eerder hadden de Nederlandse bedrijven Nutreco en DSM een samenwerkingsverband aangekondigd om samen Provimi over te nemen, maar met het bod van Cargill werd dit plan doorkruist.
- In 2012 werd de vestiging in Denekamp gesloten.
- In juli 2022 nam Cargill de vestiging van Croda Gouda, actief in de bio-industriesector, over voor 915 miljoen euro.[4]

### Tijdlijn Cargill België
- In 1953 startte Cargill met een graanhandelskantoor te Antwerpen.
- In 1964 werd een belang in Hens Voeders te Antwerpen gekocht, dat in 1974 weer verkocht werd.
- In 1968 vestigde zich Euro-Silo te Gent, waar Cargill een belang van 20% in nam. Hier werden granen van overzee en vanuit Frankrijk overgeslagen en opgeslagen. De sojafabriek, die men reeds in Antwerpen bezat, werd omgebouwd tot een multiseed-fabriek waar ook raapzaad kon worden verwerkt. Vanaf 1997 werd ook zonnebloemzaad verwerkt.
- In Herent werd een mouterij gekocht. Deze werd in 1988 uitgebreid tot een capaciteit van 100 kton/jaar.
- In 1995 werden de Oliefabrieken Debeil te Staden aangekocht.
- In 1998 werd te Izegem de afdeling vermalen, raffinage en harden van Vandemoortele Groep overgenomen.
- In 2002 werd Cerestar verworven, met een laboratorium te Vilvoorde, terwijl ook AOP (Associated Oil Packers) van Vandemoortele geheel in handen van Cargill kwam. Hier worden plantaardige oliën gebotteld.
- In 2005 werd de productiecapaciteit van vloeibare en tropische oliën te Izegem uitgebreid, en ook de chocoladefabriek te Moeskroen onderging uitbreidingen.
- In 2006 werd de joint venture Bioro gevormd, tezamen met Biodiesel Holding en Vanden Avenne, voor de bouw van een biodieselfabriek te Gent met een capaciteit van 250 kton/jaar. Deze biodiesel wordt vervaardigd uit raapzaad. De fabriek kwam in 2008 in productie.
- In 2010 werkten er ongeveer duizend mensen in de Belgische Cargill-bedrijven.
- In 2025 bezetten 1000 actievoerders van de actiegroep Code Rood de fabriek van Cargill in de Gentse haven met de eis tot een voedselsysteem dat landbouwers, de planeet en consumenten beter beschermt[5]. De fabriek werd hierop voor 24 uur stilgelegd.

## Trivia
Cargill is de grootste van de vier wereldwijd opererende graanhandelaren. De andere drie partijen zijn Archer Daniels Midland, Louis Dreyfus Commodities en Bunge. Samen vormen zij het "ABCD-bedrijvenkwartet”, dat de wereldhandel in landbouwproducten domineert. Cargill betrekt een aanzienlijk deel van zijn grondstoffen uit het Braziliaanse Amazonebekken, en is zo een van de grootste spelers in de ontbossing van dit gebied. In Santarém exploiteert het bedrijf een eigen haven. Het Chinese COFCO International kan hierbij gevoegd worden als vijfde globale partij.